# کریستن دیویدسن
 کریستن دیویدسن (انگلیسی: Kirsten Davidson؛ زادهٔ ) یک مانکن و ملکه زیبایی اهل استرالیا است. او به نمایندگی از استرالیا برنده دوشیزه بین‌الملل ۱۹۹۲ شده است.